# Song Yinglan
Dans ce nom chinois, le nom de famille, Song, précède le nom personnel.
Pour les articles homonymes, voir Song (homonymie).
Song Yinglan (née le 14 septembre 1975) est une athlète chinoise.

## Palmarès
| Date | Compétition             | Lieu    | Résultat | Épreuve     | Performance   |
| ---- | ----------------------- | ------- | -------- | ----------- | ------------- |
| 2000 | Championnats d'Asie     | Jakarta | 1re      | 400 m haies | 57 s 73       |
| 2001 | Jeux de l'Asie de l'Est | Osaka   | 2e       | 400 m haies | 56 s 94       |
| 2001 | Universiade             | Pékin   | 7e       | 4 × 400 m   | 3 min 39 s 89 |
| 2002 | Championnats d'Asie     | Colombo | 2e       | 400 m haies | 56 s 49       |
| 2002 | Jeux asiatiques         | Busan   | 2e       | 400 m haies | 56 s 43       |